# ユリシーズ (競走馬)
ユリシーズ (Ulysses) はアイルランド生産、イギリス調教の競走馬、種牡馬である。主な勝ち鞍は2017年のエクリプスステークス(G1)、インターナショナルステークス(G1)。

## 戦績
2007年の英オークス馬ライトシフトの第3仔として誕生する。ライトシフトは2014年に出産中の事故により急逝したため、結果的に本馬がラストクロップとなった。2015年10月に英国の名門マイケル・スタウト厩舎からデビュー。初戦は6着に終わり、2歳シーズンはこの1戦のみで終えた。
初勝利は2016年5月、通算3戦目の未勝利戦であった。このレースでユリシーズは2着の日本産馬ニューワールドパワー（タッチングスピーチの全弟）に8馬身差をつけて圧勝。このパフォーマンスを受けて、次戦ではここまで重賞未経験の身ながら英ダービーに挑戦したが、16頭立ての12着と惨敗した。しかし、続くゴードンステークスを制覇して重賞初勝利を挙げると、秋はブリーダーズカップ・ターフに遠征して4着と善戦した。
2017年はゴードンリチャーズステークスで重賞2勝目を挙げる。次戦のプリンスオブウェールズステークス(3着)からはジム・クロウリーに乗り替わり、続くエクリプスステークスでバーニーロイをハナ差下してG1初勝利を挙げた。その勢いのままキングジョージ6世&クイーンエリザベスステークスに駒を進めるが、3歳牝馬エネイブルに4馬身半という決定的な差を付けられて2着に敗れた。次戦のインターナショナルステークスを2馬身差で完勝し、凱旋門賞で再度エネイブルに挑んだが離された3着に終わり、雪辱はならなかった。
2017年限りでの現役引退が決まり、ブリーダーズカップ・ターフ参戦のため2年連続で米国に遠征。前売りでは1番人気に支持されていたが、レース前日に脚の繋ぎを傷めて出走取消となり、結果的に凱旋門賞がラストランとなった。2017年の成績は6戦全てで3着以内と安定しており、同年のカルティエ賞最優秀古馬に選出された。

### 競走成績
以下の内容は、Irish Racing.comの情報に基づく。
| 出走日     | 競馬場       | 競走名                  | 格 | 距離        | 着順 | 騎手         | 着差      | 1着（2着）馬          |
| ---------- | ------------ | ----------------------- | -- | ----------- | ---- | ------------ | --------- | --------------------- |
| 2015.10.23 | ニューベリー | 未勝利                  |    | 芝8f        | 6着  | T.ダーカン   | 2.69馬身  | Algometer             |
| 2016.04.23 | レスター     | 未勝利                  |    | 芝9f218yds  | 2着  | T.ダーカン   | 1/2馬身   | Imperial Aviator      |
| 0000.05.13 | ニューベリー | 未勝利                  |    | 芝10f6yds   | 1着  | R.ムーア     | 8馬身     | （New World Power）   |
| 0000.06.04 | エプソム     | 英ダービー              | G1 | 芝12f10yds  | 12着 | A.アッゼニ   | 23.03馬身 | Harzand               |
| 0000.07.27 | グッドウッド | ゴードンS               | G3 | 芝10f       | 1着  | A.アッゼニ   | 1/2馬身   | （The Major General） |
| 0000.08.27 | ウィンザー   | ウィンターヒルS         | G3 | 芝10f7yds   | 2着  | R.ムーア     | 短頭      | Chain Of Daisies      |
| 0000.11.05 | サンタアニタ | BCターフ                | G1 | 芝12f       | 4着  | L.デットーリ | 6馬身1/4  | Highland Reel         |
| 2017.04.28 | サンダウン   | ゴードンリチャーズS     | G3 | 芝10f7yds   | 1着  | A.アッゼニ   | 1馬身     | Deauville             |
| 0000.06.21 | アスコット   | プリンスオブウェールズS | G1 | 芝9f212yds  | 3着  | J.クロウリー | 1.31馬身  | Highland Reel         |
| 0000.07.08 | サンダウン   | エクリプスS             | G1 | 芝9f209yds  | 1着  | J.クロウリー | ハナ      | （Barney Roy）        |
| 0000.07.29 | アスコット   | KGVI&QES                | G1 | 芝11f211yds | 2着  | J.クロウリー | 4馬身1/2  | Enable                |
| 0000.08.23 | ヨーク       | インターナショナルS     | G1 | 芝10f56yds  | 1着  | J.クロウリー | 2馬身     | （Churchill）         |
| 0000.10.01 | シャンティイ | 凱旋門賞                | G1 | 芝11f204yds | 3着  | J.クロウリー | 3馬身3/4  | Enable                |

## 種牡馬時代
良血のファミリー出身であるため、競争の激しいガリレオ直仔でありながら種牡馬入りにあたっては争奪戦が繰り広げられ、イギリス・ニューマーケットのチェヴァリーパークスタッドで種牡馬入りすることになった。初年度（2018年）の種付け料は3万ポンドに設定された。
2024年12月22日、中山5Rの新馬戦でシュヴァルボヌールが1着となり、産駒のJRA初勝利となった。

### 主な産駒
- 2020年産
  - ホワイトバーチ（White Birch） - タタソールズゴールドカップ

## 血統表
| ユリシーズの血統         | ユリシーズの血統                                                                                 | ユリシーズの血統                                                                                 | （血統表の出典）                                                                                 | （血統表の出典） |
| 父系                     | サドラーズウェルズ系                                                                             | サドラーズウェルズ系                                                                             | サドラーズウェルズ系                                                                             | [ § 2 ]          |
| 父 Galileo 1998 鹿毛     | 父の父Sadler's Wells 1981 鹿毛                                                                   | Northern Dancer                                                                                  | Nearctic                                                                                         | Nearctic         |
| 父 Galileo 1998 鹿毛     | 父の父Sadler's Wells 1981 鹿毛                                                                   | Northern Dancer                                                                                  | Natalma                                                                                          |                  |
| 父 Galileo 1998 鹿毛     | 父の父Sadler's Wells 1981 鹿毛                                                                   | Fairy Bridge                                                                                     | Bold Reason                                                                                      | Bold Reason      |
| 父 Galileo 1998 鹿毛     | 父の父Sadler's Wells 1981 鹿毛                                                                   | Fairy Bridge                                                                                     | Special                                                                                          |                  |
| 父 Galileo 1998 鹿毛     | 父の母Urban Sea 1989 栗毛                                                                        | Miswaki                                                                                          | Mr. Prospector                                                                                   | Mr. Prospector   |
| 父 Galileo 1998 鹿毛     | 父の母Urban Sea 1989 栗毛                                                                        | Miswaki                                                                                          | Hopespringseternal                                                                               |                  |
| 父 Galileo 1998 鹿毛     | 父の母Urban Sea 1989 栗毛                                                                        | Allegretta                                                                                       | Lombard                                                                                          | Lombard          |
| 父 Galileo 1998 鹿毛     | 父の母Urban Sea 1989 栗毛                                                                        | Allegretta                                                                                       | Anatevka                                                                                         |                  |
| 母 Light Shift 2004 鹿毛 | 母の父Kingmambo 1990 鹿毛                                                                        | Mr. Prospector                                                                                   | Raise a Native                                                                                   | Raise a Native   |
| 母 Light Shift 2004 鹿毛 | 母の父Kingmambo 1990 鹿毛                                                                        | Mr. Prospector                                                                                   | Gold Digger                                                                                      |                  |
| 母 Light Shift 2004 鹿毛 | 母の父Kingmambo 1990 鹿毛                                                                        | Miesque                                                                                          | Nureyev                                                                                          | Nureyev          |
| 母 Light Shift 2004 鹿毛 | 母の父Kingmambo 1990 鹿毛                                                                        | Miesque                                                                                          | Pasadoble                                                                                        |                  |
| 母 Light Shift 2004 鹿毛 | 母の母*ランジェリー Lingerie 1988 鹿毛                                                           | Shirley Heights                                                                                  | Mill Reef                                                                                        | Mill Reef        |
| 母 Light Shift 2004 鹿毛 | 母の母*ランジェリー Lingerie 1988 鹿毛                                                           | Shirley Heights                                                                                  | Hardiemma                                                                                        |                  |
| 母 Light Shift 2004 鹿毛 | 母の母*ランジェリー Lingerie 1988 鹿毛                                                           | Northern Trick                                                                                   | Northern Dancer                                                                                  | Northern Dancer  |
| 母 Light Shift 2004 鹿毛 | 母の母*ランジェリー Lingerie 1988 鹿毛                                                           | Northern Trick                                                                                   | Trick Chick                                                                                      |                  |
| 母系(F-No.)              | 4号族(FN:4-m)                                                                                    | 4号族(FN:4-m)                                                                                    | 4号族(FN:4-m)                                                                                    | [ § 3 ]          |
| 5代内の近親交配          | Northern Dancer3×5×4=21.88%、Mr.Prospector4×3＝18.75%、Special4×5=9.38%、Native Dancer5×5＝6.38% | Northern Dancer3×5×4=21.88%、Mr.Prospector4×3＝18.75%、Special4×5=9.38%、Native Dancer5×5＝6.38% | Northern Dancer3×5×4=21.88%、Mr.Prospector4×3＝18.75%、Special4×5=9.38%、Native Dancer5×5＝6.38% | [ § 4 ]          |
| 出典                     | 1. 2. 3. 4.                                                                                      | 1. 2. 3. 4.                                                                                      | 1. 2. 3. 4.                                                                                      | 1. 2. 3. 4.      |

- 母の半姉には1999年のタタソールズゴールドカップで日本産馬として初の海外G1制覇を果たしたシーヴァがいる[9]。
- 母の1歳下の全妹ストロベリーフレッジ(Strawberry Fledge)の仔に2017年のガネー賞を勝ったクロスオブスターズ(Cloth of Stars)がいる。同馬とユリシーズは2016年の英ダービー、2017年の凱旋門賞で対戦し、凱旋門賞ではクロスオブスターズが2着、ユリシーズが3着に入っている[4]。